# Velvel Pasternak
Pour les articles homonymes, voir Pasternak.
Velvel Pasternak (1er octobre 1933, Toronto, Canada-11 juin 2019, New York, États-Unis) est un musicologue, chef d'orchestre, arrangeur et producteur de musique juive, en particulier hassidique. 

## Biographie
Velvel Pasternak,,,,,,est né le 1er octobre 1933 à Toronto au Canada. Ses parents sont d'origine polonaise. Sa langue maternelle est le Yiddish.

### Études
Il étudie à la Yeshiva University High School for Boys puis à l'université Yeshiva.
Il entreprend ensuite des études à la Julliard School. Il obtient un Master en éducation musicale du Teachers College, de l'Université Columbia.

## Œuvres
- Songs of the Chassidim, 1970,  (ISBN 9780000000934)
- Songs of the Chassidim II, 1971,  (ISBN 9780819702760)
- The Best of Israeli Folk Dances, 1997,  (ISBN 978-0-933676-20-6)
- The Jewish Fake Book, 1997,  (ISBN 978-0-933676-69-5)
- Z'Mirot and Kumzitz Songbook,  1997,  (ISBN 9780933676633)
- Beyond Hava Nagila, 1999,  (ISBN 978-0-933676-78-7)
- The Jewish Music Companion, 2003,  (ISBN 978-1-928918-24-0)
- Songs Never Silenced--The Folk Music And Poetry of the Shoah, 2003,  (ISBN 978-1-928918-26-4) (with Shmerke Kaczerginsky)
- The Best of Hasidic Song: Selections from 7 Acclaimed Music Books, 2012,  (ISBN 9781928918868)
- The Big Jewish Songbook, 2014,  (ISBN 9781495012013)
- Shlomo Carlebach Anthology: Compiled, Edited and Arranged by Velvel Pasternak, 2016,  (ISBN 9780933676336)
- Behind the Music, Stories, Anecdotes, Articles and Reflections, 2017,  (ISBN 9781928918523)